# Єсін Микола Пилипович
Микола Пилипович Єсін (рос. Николай Филиппович Есин; нар. 5 квітня 1930, Москва, СРСР — пом. 8 червня 2008, Кишинів, Молдова) — радянський футболіст, півзахисник. Майстер спорту (1960). Після завершення кар'єри гравця — футбольний тренер, заслужений тренер Молдавської РСР.

## Кар'єра гравця
Спортивну кар'єру почав виступаючи за армійську команду Прикарпатського військового округу та армійського клубу міста Рівне. Потім грав за спортивний клуб ОБО (Львів), команду міста Ступіно (Московська область), «Крила Рад» (Куйбишев), «Локомотив» (Москва), «Молдова» (Кишинів), «Будівельник» (Бєльці). Футбольну кар'єру завершив 1966 року в аматорському колективі «Виброприбор» (Кишинів).

## Кар'єра тренера
У 1965 році Микола Пилипович вступив на посаду тренера-методиста на кишинівський завод «Виброприбор». Після цього була тренерська робота в тирасполському «Дністрі», кишинівській «Молдові» та казахському «Динамо» (Цілиноград). З 1974 по 1977 рік Микола Єсін тренував групу підготовки юних футболістів при команді «Ністру» (Кишинів). Потім працював в ДСТ «Молдова» і в Республіканській школі вищої спортивної майстерності. У 1980 році молодіжна команда Молдавії під його керівництвом зайняла друге місце в чемпіонаті СРСР, тоді йому було присвоєно звання Заслуженого тренера.
Працював тренером футбольних команд майстрів міст Бєльці і Тирасполя, головним тренером кишинівської команди «МХМ-93», тренером молодіжної збірної Молдови.
У 1997 році повернувся в «Зімбру», де й працював дитячим тренером у Центрі підготовки юного футболіста до останніх днів життя. Виховав багато молодих футболістів, які виступали в юнацьких, молодіжній та національній збірних Молдови. Найкращий юнацький тренер Молдови 2003 року.
Серед вихованців Миколи Пилиповича можна виділити таких футболістів, як Геннадій Олексич, Олександр Єпуряну, Василь Кошелєв, Денис Калинка, Дмитро Гушиле, Сімеон Булгару, Віталій Маноло, Максим Француз, Сергій Бутельскій, а також майбутні тренери Ігор Урсаки, Георгій Сажина, Влад Гоян.
8 червня 2008 року на 79-му році життя Микола Пилипович Єсін помер після хвороби.